# Stars and S.T.R.I.P.E.
Stars and S.T.R.I.P.E. es un cómic estadounidense publicado por DC Comics, protagonizado por la segunda Star-Spangled Kid y su padrastro, el compañero de la versión original, Stripesy. Se publicó por primera vez en julio de 1999 (con un "número cero") y tuvo una duración de quince números individuales. Fue escrita por Geoff Johns, con arte de Lee Moder y Dan Davis.

## Personajes

### Courtney Whitmore
Courtney es la hijastra de Pat Dugan y la principal protagonista de la serie. Encontró el cinturón conversor cósmico de Sylvester Pemberton entre las pertenencias de su padrastro y se puso el traje para molestarle como venganza en parte por casarse con su madre y supuestamente obligar a la familia a mudarse de Los Ángeles a Blue Valley, Nebraska. Dugan, un hábil mecánico, diseñó y construyó S.T.R.I.P.E., un robot blindado en el que se monta para acompañarla y protegerla. Con el tiempo, se unió a la Sociedad de la Justicia de América y, tras recibir la barra de gravedad de Starman por parte de Jack Knight, cambió su identidad a Stargirl.

### S.T.R.I.P.E
S.T.R.I.P.E. es un superhéroe ficticio del universo de DC Comics. Su nombre real es Pat Dugan, pero al principio se le conocía como Stripesy. Destaca por ser el único compañero adulto de un superhéroe adolescente, Sylvester Pemberton, Star-Spangled Kid. Stripesy era un mecánico dotado que construyó el coche del dúo, el Star Rocket Racer. Juntos, eran miembros de los Siete Soldados de la Victoria y del Escuadrón Estelar. Stripesy fue creado por Jerry Siegel (cocreador de Superman) y Hal Sherman, y apareció por primera vez en Action Comics #40 (septiembre de 1941).
El personaje ha sido actualizado para un nuevo público: La hijastra de Dugan, Courtney Whitmore, se ha convertido en la segunda Star-Spangled Kid, en parte para molestarlo. Esto ha llevado a Dugan a desarrollar una armadura robótica para acompañarla y protegerla. También ha cambiado su apodo a S.T.R.I.P.E.. Dugan también ha ayudado al compañero de Superman, Steel.